# Bandeira de Capinzal

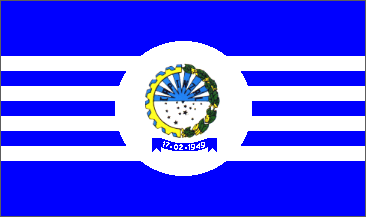
Bandeira de Capinzal

A bandeira da cidade de Capinzal, juntamente com o brasão de Capinzal e o hino de Capinzal, constituem os símbolos municipais de Capinzal. Representa também, por lei municipal, a logomarca do município. A bandeira é retangular, com as proporções de 90cm x 1,28m, constituída por duas cores principais, que se intercalam em listras proporcionais: azul marinho e branco. Parte do brasão da cidade encontra-se no meio da bandeira.  
Um exemplar da bandeira oficial pode ser encontrado hasteada na Praça Pedro Lelis Rocha, também conhecida como Praça da Bandeira – hasteada à esquerda da bandeira do Brasil e em conjunto à bandeira de Santa Catarina. 
Veja também: Santa Catarina

## História
Artigo principal: Capinzal
Criada em 1970, é sua primeira bandeira. Representa a independência da cidade, que separou-se de Campos Novos em 1948 e foi declarada como município em 17 de fevereiro de 1949 – o que explica a data gravada no brasão e bandeira da cidade. 
O capim representado na bandeira vem do histórico da criação do município - em que um fazendeiro em viagem a São Paulo recebera muitas sementes de capim e, pela grande quantidade da planta ali semeada, a cidade passara-se a chamar Capinzal. 
A coroa mural em prata presente na bandeira representa a identificação de localidade do município e sua liberdade – e é o símbolo que representa a deusa Tique, responsável pela fortuna de uma cidade. 
As 14 estrelas presentes na bandeira remetem às quatorze famílias que começaram a colonização da atual Capinzal. Os chefes das famílias eram: João Vachi, José Blasi, Antônio Freitas, Carmine Zoccoli, José Zoccoli, Paulo Lenzi, Bernardinho Macedo, Manoel Bitencourt, Vergílio de Moraes, Leandro Padilha, Francisco Miguel, Frederico Alves, Adelino Ferreira, José Maria.